# Transceptor SFP

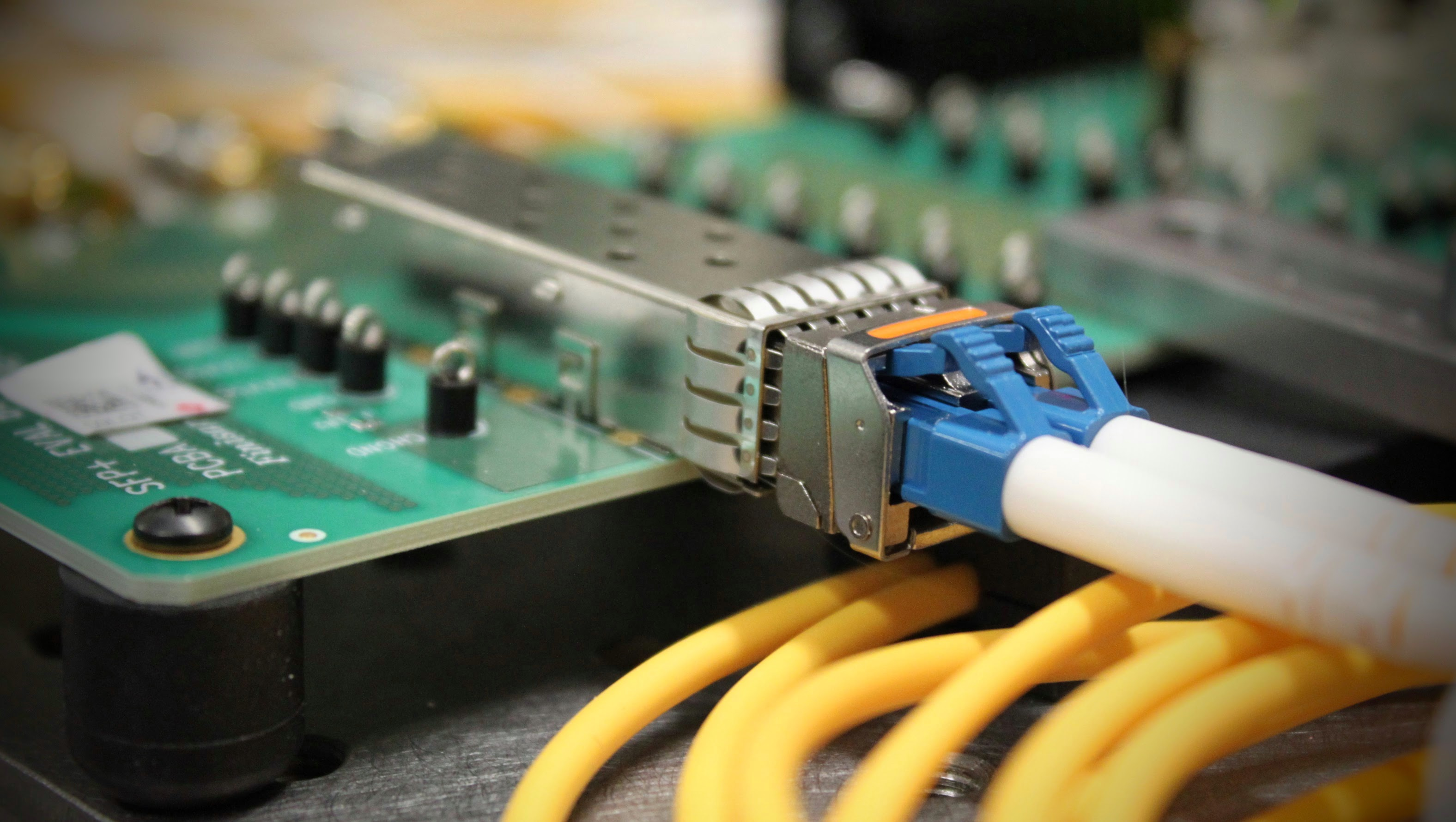
Endoll de format petit connectat a un parell de cables de fibra òptica.

Small Form-Factor Pluggable (amb acrònim anglès SFP) és un format de mòdul d'interfície de xarxa compacte i connectable en calent que s'utilitza tant per a aplicacions de telecomunicacions com de comunicacions de dades. Una interfície SFP del maquinari de xarxa és una ranura modular per a un transceptor específic de mitjans, com ara un cable de fibra òptica o un cable de coure. L'avantatge d'utilitzar SFP en comparació amb interfícies fixes (per exemple, connectors modulars en commutadors Ethernet) és que els ports individuals es poden equipar amb diferents tipus de transceptors segons sigui necessari.
El factor de forma i la interfície elèctrica s'especifiquen mitjançant un acord multifont (MSA) sota els auspicis del Comitè de factor de forma petit. L'SFP va substituir el convertidor d'interfície gigabit (GBIC) més gran a la majoria d'aplicacions, i alguns venedors l'han denominat Mini-GBIC.
Existeixen transceptors SFP que admeten xarxes òptiques síncrones (SONET), Gigabit Ethernet, Fibre Channel, PON i altres estàndards de comunicacions. A la introducció, les velocitats típiques eren 1 Gbit/s per a SFP Ethernet i fins a 4 Gbit/s per a mòduls SFP de canal de fibra. El 2006, l'especificació SFP+ va portar velocitats fins a 10 Gbit/s i la iteració SFP28 està dissenyada per a velocitats de 25 Gbit/s.
Un germà una mica més gran és el Quad Small Form-Factor Pluggable (QSFP) de quatre carrils. Els carrils addicionals permeten velocitats 4 vegades la seva SFP corresponent. El 2014, es va publicar la variant QSFP28 que permetia velocitats de fins a 100 Gbit/s. El 2019, el QSFP56 estretament relacionat es va estandarditzar duplicant les velocitats màximes fins a 200 Gbit/s amb productes que ja es venen dels principals venedors. Hi ha adaptadors econòmics que permeten col·locar transceptors SFP en un port QSFP.
Tipus SFP:
| Nom                | Estàndard        | Introduït  | Status                                                | Grandària (mm²) | Compatible endarere     | Medi                      | Connector      | Max canals | Notes |
| ------------------ | ---------------- | ---------- | ----------------------------------------------------- | --------------- | ----------------------- | ------------------------- | -------------- | ---------- | ----- |
| 100 Mbit/s SFP     | SFF INF-8074i    | 2001-05-01 | en ús                                                 | 113.9           | none                    | Fibra, Parell trenat      | LC, RJ45       | 1          |       |
| 1 Gbit/s SFP       | SFF INF-8074i    | 2001-05-01 | en ús                                                 | 113.9           | 100 Mbit/s SFP*         | Fibra, Parell trenat      | LC, RJ45       | 1          |       |
| 1 Gbit/s cSFP      |                  |            | en ús                                                 | 113.9           |                         | Fibra                     | LC             | 2          |       |
| 10 Gbit/s SFP+     | SFF SFF-8431 4.1 | 2009-07-06 | en ús                                                 | 113.9           | SFP                     | Fibra, Parell trenat, DAC | LC, RJ45       | 1          |       |
| 25 Gbit/s SFP28    | SFF SFF-8402     | 2014-09-13 | en ús                                                 | 113.9           | SFP, SFP+               | Fibra, DAC                | LC             | 1          |       |
| 50 Gbit/s SFP56    |                  |            | en ús                                                 | 113.9           | SFP, SFP+, SFP28        | Fibra, DAC                | LC             | 1          |       |
| 100 Gbit/s SFP-DD  |                  | 2018-01-26 | Especificació publicada; no encara en ús (agost 2022) | 113.9           | SFP, SFP+, SFP28, SFP56 | Fibra, DAC                | LC             | 2          |       |
| 4 Gbit/s QSFP      | SFF INF-8438     | 2006-11-01 | en ús                                                 | 156             | none                    |                           |                | 4          |       |
| 40 Gbit/s QSFP+    | SFF SFF-8436     | 2012-04-01 | en ús                                                 | 156             | none                    | Fibra. DAC                | LC, MTP/MPO    | 4          | CWDM  |
| 50 Gbit/s QSFP28   | SFF SFF-8665     | 2014-09-13 | en ús                                                 | 156             | QSFP+                   | Fibra, DAC                | LC             | 2          |       |
| 100 Gbit/s QSFP28  | SFF SFF-8665     | 2014-09-13 | en ús                                                 | 156             | QSFP+                   | Fibra, DAC                | LC, MTP/MPO-12 | 4          | CWDM  |
| 200 Gbit/s QSFP56  | SFF SFF-8665     | 2015-06-29 | en ús                                                 | 156             | QSFP+, QSFP28           | Fibra, DAC                | LC, MTP/MPO-12 | 4          |       |
| 400 Gbit/s QSFP-DD | SFF INF-8628     | 2016-06-27 | en ús                                                 | 156             | QSFP+, QSFP28, QSFP56   | Fibra, DAC                | LC, MTP/MPO-16 | 8          | CWDM  |